# Никита (Будка)

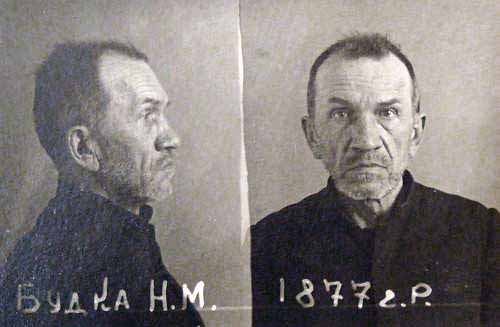
Ники́та Бу́дка

Блаженний Ники́та Бу́дка (7 червня 1877, Добромірка — 1 жовтня 1949, табір в Караганді, Казахська РСР) — український  церковний діяч, перший єпископ УГКЦ в Канаді, священномученик, проголошений блаженним 2001 року.

## Дитинство, школи, університети
Народився 7 червня 1877 року в селі Добромірка (Збаразький повіт, Королівство Галичини і Володимирії, Австро-Угорська імперія, нині Збаразький район, Тернопільська область, Україна) у селянській родині.
Початкову освіту здобув у рідному селі, згодом навчався у Першій класичній гімназії в Тернополі, яку закінчив у 1897 р. з відзнакою. Був вихователем дітей князя П. Сапіги в с. Більче-Золоте (нині Борщівського району). 1902 р. у Відні відбував військову службу.
Вивчав право у Львівському університеті, богослов'я у Львівській Духовній семінарії та в Університеті «Канізіанум» (Інсбрук, Австрія). 14 жовтня 1905 р. отримав священичі свячення з рук Митрополита Андрея (Шептицького). Потім здобув ступінь доктора богослов'я у Віденському університеті (1909 — Діссертация докторска: Дисциплїна Грецкої Церкви в сьвітлі полєміки за часів Фотия). Під час студій (1907 р.) організував філію австрійського Товариства св. Рафаїла для охорони українських емігрантів з Галичини та Буковини: працював у цій організації п'ять років.

## Священниче й єпископське життя
Після закінчення теологічних студій у Відні та Інсбруці отримав 14 жовтня 1905 року священничі свячення з рук митрополита Андрея Шептицького.
Був префектом Духовної семінарії у Львові, радником подружнього трибуналу та референтом імміграційних справ, засновником і редактором місячника «Емігрант» (1910—1912). Опікувався українськими емігрантами в Австрії, Німеччині, Бразилії, Аргентині, Канаді та Боснії.
15 липня 1912 року Папою Пієм XI призначений єпископом для українців-католиків у Канаді й титулярним єпископом Патари. В Канаді він організував активну душпастирську діяльність та заклав основу для подальшого розвитку української греко-католицької митрополії.
Єпископська хіротонія відбулася у Львові 13 жовтня 1912 р.(за іншими даними 14 жовтня).
Засновує в Канаді гуртожитки для української молоді. За час перебування в Канаді організовував парафії, будував церкви і школи, засновував бурси: імені Митрополита Андрея Шептицького в Сен-Боніфас (Манітоба) та імені Тараса Шевченка в Едмонтоні (Альберта); Дівочу академію Пресвятого Серця Христового в Йорктоні (Саскачеван), притулки для сиріт (у селах Мондер й Айтуна), народні доми, осередки «Просвіти», допомогові товариства, започаткував часопис «Канадійський Українець», видав молитовник, боровся проти сектантства. У 1913 р. організував Собор, на якому затверджено правила Русько-Католицької Церкви в Канаді.
Сучасники критикували єпископа Будку за догматизм, негнучкість позиції, невміння вчасно давати відповіді на гострі питання свого часу. Зокрема, єпископ мав тривалий конфлікт з національно налаштованими вчителями, яких звинувачував у секулярізації освіти (а ті його, в свою чергу, у тому, що він ставив інтереси далекого Риму вище за національні інтереси українців). За кілька тижнів до початку 1-ї світової війни єпископ зробив контроверсійну заяву, закликавши українців Канади підтримати «нашу Австрію» проти Сербії, що згодом канадська влада використала як один з приводів для інтернування етнічних українців. У кінці війни, 1918 р., серед українських греко-католиків Канади стався розкол, і частина їх відійшла від греко-католицької церкви, заснувавши спільно з православними Українську греко-православну церкву у м. Саскатун.
У 1918 р. прийняв канадське громадянство. Того ж року організував два просвітньо-фермерських з'їзди, а в 1919 році заснував Українську народну раду у Вінніпезі. У 1924 році в Йорктоні скликає перший собор греко-католицького духовенства. В 1927 році подав у відставку з посади правлячого єпископа, за ним було збережено титул почесного єпископа.
У 1928 р. через погіршення здоров'я повертається в Україну, та стає Генеральним Вікарієм Митрополичої Капітули у Львові. Займається відновленням санктуарію Богородиці в Зарваниці.

## Арешти, заслання, смерть
11 квітня 1945 року Никита Будка разом з іншими єпископами Української греко-католицької церкви арештований більшовицькою владою. Його звинувачено в тому, що він викладав у підпільній семінарії, відправляв в 1939 р. панахиди жертвам більшовицького терору, агітував за відокремлення України від СРСР. Засуджений до 8 років таборів особливого режиму і призначив відбування терміну ув'язнення в Казахстані.
Помер 1 жовтня 1949 р. «від серцевого нападу» у таборі Караганди, у 72-річному віці. Місце поховання — невідоме, хоч відомо, що воно знаходилось на одному із цвинтарів Карлагу, біля села Каражар. Але, хоча мешканці села нічого не знають і нічого не чули про табірний цвинтар, врешті-решт з'ясувалося, що він був на тому місці, де сьогодні розміщена свиноферма.

## Беатифікація
Обряд беатифікації відбувся 27 червня 2001 р. у м. Львові під час Святої Літургії у візантійському обряді за участі Івана Павла II.